# Hercostomus labitatus
Hercostomus labitatus är en tvåvingeart som först beskrevs av Friedrich Hermann Loew 1871.  Hercostomus labitatus ingår i släktet Hercostomus och familjen styltflugor. Inga underarter finns listade i Catalogue of Life.